# How I Could Just Kill a Man
How I Could Just Kill a Man – trzeci singel amerykańskiej grupy Rage Against the Machine z albumu 
Renegades wydany w 2002. Piosenka jest coverem grupy Cypress Hill.